# Solec (gromada w powiecie lipskim)
Solec (alt. Solec n/Wisłą; w latach 1970–72 oficjalnie Solec nad Wisłą) – dawna gromada, czyli najmniejsza jednostka podziału terytorialnego Polskiej Rzeczypospolitej Ludowej w latach 1954–1972.
Gromady, z gromadzkimi radami narodowymi (GRN) jako organami władzy najniższego stopnia na wsi, funkcjonowały od reformy reorganizującej administrację wiejską przeprowadzonej jesienią 1954 do momentu ich zniesienia z dniem 1 stycznia 1973, tym samym wypierając organizację gminną w latach 1954–1972.
Gromadę Solec siedzibą GRN w Solcu (n/Wisłą) utworzono – jako jedną z 8759 gromad na obszarze Polski – w powiecie iłżeckim w woj. kieleckim, na mocy uchwały nr 13k/54 WRN w Kielcach z dnia 29 września 1954. W skład jednostki weszły obszary dotychczasowych gromad Solec i Kłudzie ze zniesionej gminy Solec oraz obszar dotychczasowej gromady Kolonia Nadwiślańska ze zniesionej gminy Dziurków w tymże powiecie; ponadto część lasów państwowych nadleśnictwa Lipsko (Uroczysko "Raj"). Dla gromady ustalono 20 członków gromadzkiej rady narodowej.
1 stycznia 1956 gromada weszła w skład nowo utworzonego powiatu lipskiego w tymże województwie.
8 maja 1958 do gromady Solec przyłączono wsie Kępa Solecka i Kępa Gostecka z gromady Kamień w powiecie opolsko-lubelskim w woj. lubelskim.
31 grudnia 1961 do gromady Solec przyłączono wieś i kolonię Boiska oraz kolonię Boiska pod Lasem ze zniesionej gromady Białobrzegi.
1 stycznia 1969 do gromady Solec przyłączono wsie Dziurków, Kalinówek, Przedmieście Bliższe i Przedmieście Dalsze ze zniesionej gromady Przedmieście Dalsze.
1 stycznia 1970 nazwę gromady Solec zmieniono na gromada Solec nad Wisłą.
Gromada przetrwała do końca 1972 roku, czyli do kolejnej reformy gminnej. 1 stycznia 1973 w powiecie lipskim powstała obecna gmina Solec nad Wisłą, o innym, dużo większym, obszarze niż zniesiona w 1954 roku gmina Solec (powiat iłżecki).